# 1571 en santé et médecine
| Années de la santé et de la médecine : 1568 - 1569 - 1570 - 1571 - 1572 - 1573 - 1574    |
| Décennies de la santé et de la médecine : 1540 - 1550 - 1560 - 1570 - 1580 - 1590 - 1600 |

Cet article présente les faits marquants de l'année 1571 en santé et médecine.

## Événement
- Jean Héroard s'inscrit, à l'âge de vingt ans, à l'université de médecine de Montpellier[1].

## Publications
- Andrea Bacci : De thermis, traité sur l'histoire et sur la qualité thérapeutique des eaux thermales, publié à Venise, chez Vincent Valgrise[2].
- Jean Fernel : Therapeutices universalis libri septem, posthume[3].
- Peder Sørensen : Idea medicinæ philosophicæ, fundamenta continens totius doctrinæ Paracelsicæ, Hippocraticæ, et Galenicæ, à Bâle, chez Heinrich Petri[4].
- Mathias de l'Obel et Pierre Pena publient leur Stirpium adversaria nova sur les presses de Thomas Purfoot (en) à Londres[5],[6].
- 1571-1574 : Thomas Erastus fait paraître à Bâle, chez Pierre Perna, les quatre volumes de ses Disputationes de medicina nova Philippi Parcelsi, virulente dénonciation du paracelsisme[7].

## Naissances
- 28 octobre : Girolamo Marciano (it) (mort en 1628), médecin et écrivain italien[8],[9].
- 18 novembre : Hippolytus Guarinonius (en) (mort en 1654), médecin autrichien[10],[11].

## Décès
- 24 mars : Bartolomeo Maranta (né vers 1500), médecin et botaniste italien[12],[13].